# Saint-Jean-de-Touslas
Saint-Jean-de-Touslas là một xã thuộc tỉnh Rhône trong vùng Auvergne-Rhône-Alpes phía đông nước Pháp. Xã này nằm ở khu vực có độ cao trung bình 185 mét trên mực nước biển.